# U-72号潜艇 (1915年)
陛下之72号潜艇是德意志帝国海军建造的UE-I型潜艇或称U艇的二号艇。它由汉堡的伏尔铿船厂承建，于1915年10月31日下水，至1916年1月26日交付使用。U-72号是在第一次世界大战期间服役的329艘德国潜艇之一，曾参加过大西洋和地中海潜艇战。在其四次巡逻中，共击沉协约国或中立国的18艘商船（38570总吨）和3艘军舰（26吨）。1918年11月1日，U-72号在德军撤离卡塔罗基地之前由其艇员自行凿沉。

## 设计
U-72号是德意志帝国海军潜艇局（U-Boot-Inspektion）于1914年底开发的UE级布雷潜艇（UE-I型）的二号艇，这是官方设计的第45号方案，计划具有更长的续航里程以及较短的工期。
U-72号为单壳体远洋潜艇，配有鞍形水柜。其全长为56.80米；舷宽5.90米，当中的耐压壳体宽为5米；有4.86米的吃水深度。其水上排水量为755吨，水下为832吨。艇只搭载有可在水上使用的两台奔驰六缸四冲程（S6 Ln型）柴油发动机，总功率为900匹公制馬力（662千瓦特）；以及可在水下使用的西门子-舒克特双电动发电机，总功率同样为900匹公制馬力（662千瓦特）。这些发动机用以驱动双轴、每根轴各一个直径1.6米长的螺旋桨，从而使艇只在水上的最高速度达10.6節（19.6每小時），在水下的最高航速则为7.9節（14.6每小時）。艇只可以7節（13每小時）的速度在水上巡航7,880海里（14,590），或以4節（7.4每小時）的速度在水下巡航83海里（154）。它的潜航深度为50米。
U-72号在左舷艏部和右舷艉部分别装备了一具鱼雷发射管，可携带合共4枚鱼雷。两具管道都位于耐压壳体外侧，因此只有在潜艇浮出水面时才能进行操纵和装填。它们仅可用于自卫。在司令塔后方的艉部甲板上则装备有一门88毫米30倍径速射炮用于水面作战，自1918年起又替换为威力更大的105毫米45倍径速射炮。此外，潜艇艉部还设有两具布雷井道，并可搭载34枚水雷。其标准船员编制为4名军官及28名水兵。

## 历史
U-72号是由德意志帝国海军作为E项战时订单（Kriegsauftrag E）于1915年1月6日向汉堡的伏尔铿船厂订购，建造编号为56。艇只于1915年10月31日下水，至1916年1月26日在首任艇长、海军上尉恩斯特·克拉夫特的指挥下正式交付使用。U-72号自1916年4月起被编入北海的第一潜艇区舰队服役，同年9月17日又被转移至驻卡塔罗的普拉潜艇区舰队（后改称地中海区舰队）。除克拉夫特外，约翰内斯·费尔德基希纳上尉（1917年7月18日－11月5日）、埃里希·舒尔策中尉（1917年11月6日－12月31日）和赫尔曼·博姆中尉（1918年1月1日－10月31日）也曾担任过U-72号艇长。
第一次世界大战期间，U-72号曾在北海和地中海完成七次巡逻（含布雷任务），共击沉协约国或中立国容积总吨为38570吨的18艘商船以及3艘军舰（26吨）。其中最大的一艘为载重9203总吨的意大利客轮巴勒莫号（Palermo），它是从纽约驶向热那亚的途中，于1917年7月26日在西班牙圣塞瓦斯蒂安角以东约25海里（46）处被击沉。1916年9月7日，载重2733总吨的英国货船阿哈伊亚号（Achaia）则在瓦赫兰外海撞上由U-72号布设的水雷而沉没；而由该船搭载的三艘英国海军摩托艇快板号（Allegro）、多琳号（Doreen）和狮鹫号（Griffin）也随之陨落海底。
据英国海军情报机构40号室报告，U-72号在1917年后便鲜有出航，它也被视为一只“跛脚鸭”。事实上，在同级（U-71至U-80号）的姊妹艇中，惟U-80号是无需频繁返修的艇只。在战争后期，即德军从卡塔罗军港（当时属奥匈帝国）撤离期间，已不具备航行能力的U-72号于1918年11月1日由其艇员自行凿沉。其沉没地点大致位于近岸的42°30′N 18°41′E / 42.500°N 18.683°E处。2009年6月，一支美国-黑山联合科考队通过研究船赫拉克勒斯号发现了U-72号的残骸。但为免遭到劫掠和破坏，他们并未公布具体坐标。

## 袭击历史摘要
| 日期           | 船名            | 船籍         | 吨位 | 结局 |
| -------------- | --------------- | ------------ | ---- | ---- |
| 1916年9月7日   | 阿哈伊亚号      | 英国         | 2733 | 击沉 |
| 1916年9月7日   | 希索号          | 挪威         | 1562 | 击沉 |
| 1916年9月7日   | 多琳号          | 英國皇家海軍 | 9    | 击沉 |
| 1916年9月7日   | 快板号          | 英國皇家海軍 | 7    | 击沉 |
| 1916年9月7日   | 狮鹫号          | 英國皇家海軍 | 10   | 击沉 |
| 1916年9月7日   | 海鹦号          | 英國皇家海軍 | 不详 | 击伤 |
| 1916年11月19日 | 庞贝圣母号      | 意大利       | 286  | 击沉 |
| 1916年11月23日 | 玛格丽塔·F号    | 意大利       | 44   | 击沉 |
| 1916年11月26日 | 克里斯托弗号    | 希腊         | 3674 | 击沉 |
| 1916年11月27日 | 塞尔瓦托·钱帕号 | 意大利       | 1728 | 击沉 |
| 1916年12月2日  | 巴勒莫号        | 意大利       | 9203 | 击沉 |
| 1916年12月11日 | 珍妮号          | 意大利       | 534  | 击沉 |
| 1916年12月14日 | 喀里多尼亚号    | 英国         | 7572 | 击伤 |
| 1917年6月3日   | 马宁·B号        | 意大利       | 249  | 击沉 |
| 1917年6月7日   | 埃林顿庄园号    | 英国         | 4461 | 击伤 |
| 1917年6月8日   | 切尔顿人号      | 英国         | 4426 | 击沉 |
| 1917年6月8日   | 费力奇纳号      | 意大利       | 165  | 击沉 |
| 1917年6月9日   | 布拉沃雷号      | 挪威         | 1650 | 击沉 |
| 1917年6月9日   | 劳里将军号      | 英国         | 238  | 击沉 |
| 1917年6月9日   | 蒙泰贝洛号      | 意大利       | 2603 | 击沉 |
| 1917年6月13日  | 圣者号          | 意大利       | 622  | 击沉 |
| 1917年6月13日  | 比亚吉奥号      | 意大利       | 276  | 击沉 |
| 1917年6月25日  | 南方号          | 英国         | 5694 | 击伤 |
| 1917年7月7日   | 信贵山丸        | 日本         | 2828 | 击沉 |
| 1917年8月1日   | 罗克比号        | 英国         | 3786 | 击伤 |
| 1917年8月4日   | 不列颠君主号    | 英国         | 5749 | 击沉 |

## 脚注
1. ↑  Helgason, Guðmundur. . German and Austrian U-boats of World War I - Kaiserliche Marine - Uboat.net.   [2014-12-24].
2. 1 2 3  Gröner 1991，第10–11頁.
3. 1 2  Helgason, Guðmundur. . German and Austrian U-boats of World War I - Kaiserliche Marine - Uboat.net.   [2015-01-14].
4. 1 2  Helgason, Guðmundur. . German and Austrian U-boats of World War I - Kaiserliche Marine - Uboat.net.   [2015-01-14].
5. 1 2  Helgason, Guðmundur. . German and Austrian U-boats of World War I - Kaiserliche Marine - Uboat.net.   [2015-01-14].
6. 1 2  Helgason, Guðmundur. . German and Austrian U-boats of World War I - Kaiserliche Marine - Uboat.net.   [2015-01-14].
7. ↑  Helgason, Guðmundur. . German and Austrian U-boats of World War I - Kaiserliche Marine - Uboat.net.   [2010-01-24].
8. ↑  Herzog，第48頁.
9. ↑  Herzog，第136頁.
10. ↑  Herzog，第123頁.
11. ↑  Herzog，第68頁.
12. ↑  Helgason, Guðmundur. . German and Austrian U-boats of World War I - Kaiserliche Marine - Uboat.net.   [2021-10-20].
13. ↑  Helgason, Guðmundur. . German and Austrian U-boats of World War I - Kaiserliche Marine - Uboat.net.   [2021-10-20].
14. ↑  HW 7/3, Room 40, History of German Naval Warfare 1914-1918. National Archives, Kew.
15. 1 2  Mittelmeer. Taucher finden U-Boot aus dem Ersten Weltkrieg auf Spiegel Online, 12. Juni 2009
16. ↑  Helgason, Guðmundur. . German and Austrian U-boats of World War I - Kaiserliche Marine - Uboat.net.   [2015-01-14].